# Afwateringskanaal Eindhoven
Het Afwateringskanaal Eindhoven is een kanaal in de gemeente Eindhoven. Het twee kilometer lange kanaal verbindt de Dommel in de buurt van Gestel met het Beatrixkanaal. Het Afwateringskanaal Eindhoven is in de jaren 30 van de 20e eeuw aangelegd gelijktijdig met het Beatrixkanaal. Met de aanleg moest de overlast als gevolg van hoogwater in Eindhoven beperkt worden. Dit gebeurt doordat overvloedig water van de Dommel en de Gender wordt afgevoerd op het Beatrixkanaal en vervolgens het Wilhelminakanaal.